# Filippo Pedrini
Pour les articles homonymes, voir Pedrini.
Filippo Pedrini, né en 1763 à Bologne et mort en 1856 dans la même ville, est un peintre néo-classique italien des XVIIIe et XIXe siècles, fils du peintre Domenico Pedrini.  

## Biographie
Filippo Pedrini naît en 1763 de Domenico Pedrini, qui devient son premier professeur. Il rejoint l'Accademia Clementina à l'âge de quinze ans où il devient élève d'Ubaldo et Gaetano Gandolfi et côtoie Mauro Gandolfi et Felice Giani. Ses premières peintures sont un Saint Barbe et un Saint Thomas d'Aquin, probablement réalisés en collaboration avec son père en 1779 pour la basilique Santi Bartolomeo e Gaetano. Il est élu à l'Accademia Clementina en tant que professeur en 1790, puis à l'Académie pontificale des sciences de Rome en 1821.

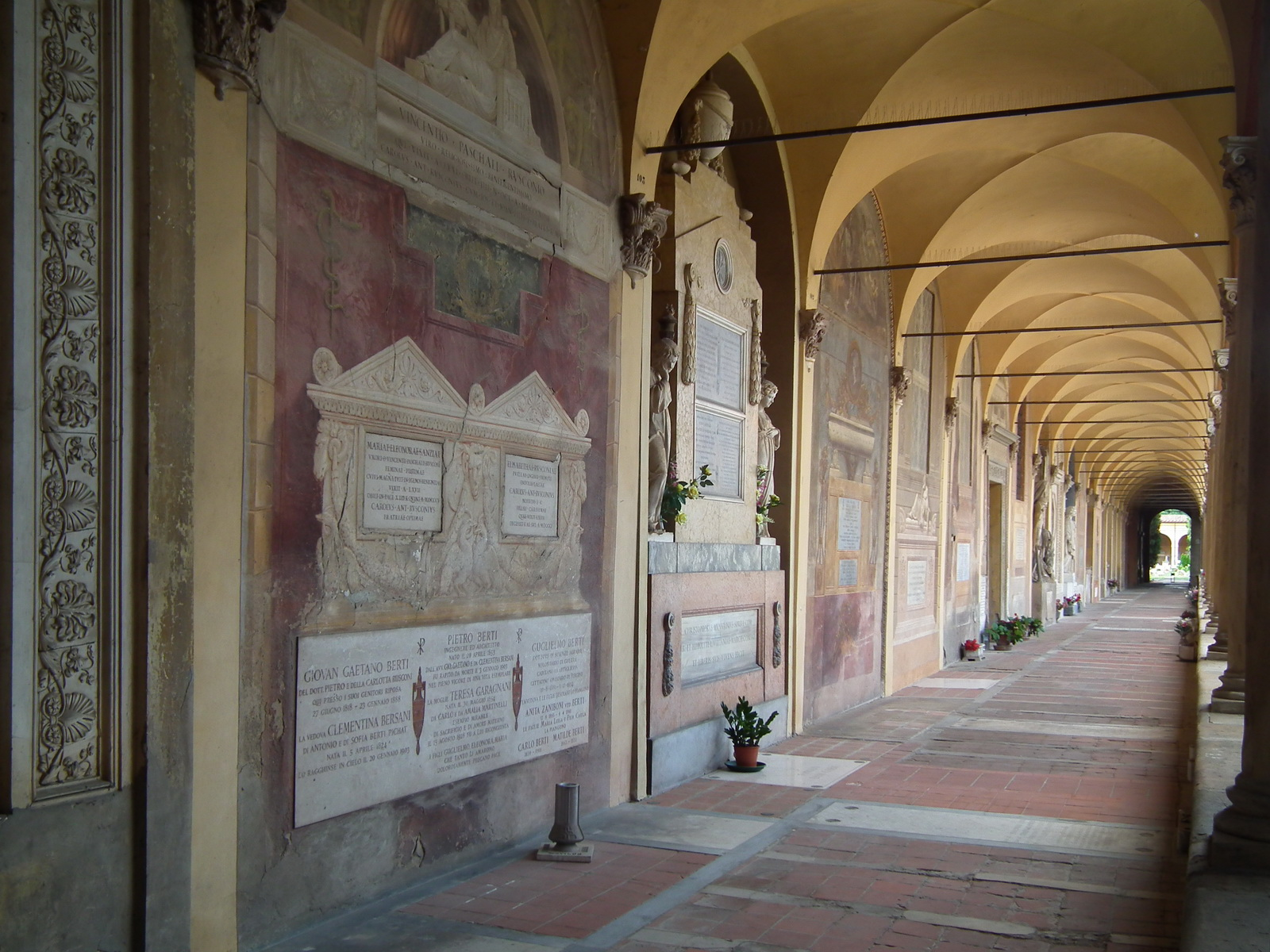
Monument funéraire de Brigida Banti-Giorgi à la Chartreuse de Bologne, peint avec Luigi Gibelli (troisième à partir de la droite).

Il est connu pour ses fresques dans divers palais de Bologne, comme au Palazzo Comunale ou au Palazzo Hercolani. En 1828, il réalise cinq toiles pour les plafonds de l'église San Paolo in Monte (d), maintenant au couvent de l'église. L'année suivante, il exécute une grand peinture pour le plafond de la Sala degli Uomini Illustri e Benemeriti, dans le panthéon de la Chartreuse de Bologne. Le panthéon avait été construit sous la supervision de l'architecte Giuseppe Tubertini. Il décore aussi de nombreuses tombes dans la Chartreuse, comme celles des Laghi, de Carlo Chiesa et Vitale Bini, de Ginevra Pepoli et de la chanteuse Brigida Banti-Giorgi. Il peint les figures dans les fresques de paysages de Vincenzo Martinelli au Palazzo Tanari (d), puis pour Flaminio Innocenzo Minozzi au Palazzo Pallavicini (de).

## Œuvres

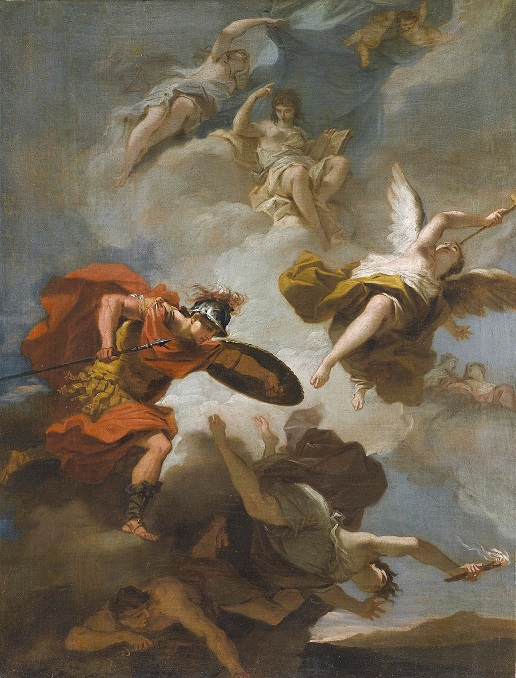
Marte e la Fama, 1794 (collection privée).

- Marte e la Fama, huile sur toile, 1794, collection privée[2]